# 寺本光照
寺本 光照（てらもと みつてる、1950年1月22日-）は、日本の鉄道研究家、鉄道写真家、鉄道作家、鉄道評論家、元公立小学校教諭（地方公務員）、鉄道友の会会員、鉄道運輸史研究会会員。
大阪府八尾市出身。柏原市在住。

## 略歴
幼き頃より鉄道に興味を示し、義務教育在籍中から鉄道写真を撮影するようになり、また並行して鉄道雑誌に投稿したり、鉄道の歴史を研究する活動を行っていた。趣味活動対象は主に日本国有鉄道（国鉄、なかでも旧大阪鉄道管理局や天王寺鉄道管理局管内を中心とした関西地区関連）・JRグループ（特に地元のアーバンネットワーク関連）であるが、近畿日本鉄道（近鉄）や京阪電気鉄道（京阪）や南海電気鉄道（南海）などの大手私鉄関連も行っている。
甲南大学法学部を卒業後、大阪府教育委員会の小学校教諭として採用される。大阪府内の公立小学校で地方公務員として勤務の傍ら、鉄道雑誌で鉄道に関する各種（特に優等列車の歴史）の記事を寄稿したり、各種書籍を執筆したりした。
2010年3月、小学校教諭を定年退職。最後の勤務先は八尾市立南山本小学校であった。定年退職後も引き続き鉄道雑誌への寄稿や書籍の執筆を行っている。また、鉄道関連の講演会を開催することもある。
日本国有鉄道の急行列車のうち、通常の急行列車で使用される車両と比較して設備の劣る車両を使用した急行列車に対して遜色急行との呼称を一般的にした人物として知られている。

## 人物
- 得意なスポーツは水泳と卓球。
- 自動車にも造詣が深い。

## 主な著書
- 決定版 近鉄特急（1985年5月 ジェー・アール・アール、林基一と共著）
- 国鉄・JR列車名大事典（2001年7月  中央書院）
- 時刻表に見る＜国鉄・JR＞列車編成史（2011年8月 JTBパブリッシング、三宅俊彦と共著）
- JR特急の四半世紀（2012年5月 イカロス出版）
- こんなに面白い!近鉄電車100年（2019年10月 交通新聞社）
- 明治～現在 鉄道路線をくらべて楽しむ地図帳(2022年4月 山川出版社)

その他多数の著書を出版したり、各雑誌への記事の寄稿をしている。